# العمل القسري تحت الحكم الألماني خلال الحرب العالمية الثانية
تم استخدام السخرة والعبودية في ألمانيا النازية وفي جميع أنحاء أوروبا التي احتلتها ألمانيا خلال الحرب العالمية الثانية على نطاق غير مسبوق. لقد كان جزءًا حيويًا من الاستغلال الاقتصادي الألماني للأراضي المحتلة. كما ساهم في الإبادة الجماعية للسكان في أوروبا التي تحتلها ألمانيا. اختطف الألمان النازيون حوالي 12 مليون شخص من حوالي عشرين دولة أوروبية؛ حوالي ثلثي جاء من أوروبا الوسطى وأوروبا الشرقية. توفي العديد من العمال نتيجة لظروفهم المعيشية - كان سوء المعاملة الشديد وسوء التغذية الحاد والتعذيب من الأسباب الرئيسية للوفاة. أصبح الكثيرون من الضحايا المدنيين من قصف العدو (الحلفاء) وقصف أماكن عملهم طوال الحرب. في ذروته، كان العمال القسريون يمثلون 20٪ من قوة العمل الألمانية. عد عدد الوفيات، حوالي 15 مليون رجل وامرأة كانوا عمالاً قسريين في مرحلة ما خلال الحرب.
أدت هزيمة ألمانيا النازية في عام 1945 إلى إطلاق سراح ما يقرب من 11 مليون أجنبي (تم تصنيفهم على أنهم "أشخاص مهجرون)، وكان معظمهم من السخرة والأسرى. في زمن الحرب، كانت القوات الألمانية قد جلبت إلى الرايخ 6.5 مليون مدني بالإضافة إلى أسرى حرب سوفياتيون للعمل غير المصقول في المصانع.  كانت إعادتهم إلى الوطن أولوية عليا للحلفاء. ومع ذلك، في حالة مواطني الاتحاد السوفياتي، والعودة في كثير من الأحيان يعني الشك في التعاون أو غولاغ. قدمت إدارة الأمم المتحدة للإغاثة والتأهيل (الصليب الأحمر) في العودة إلى الوطن. في المجموع، تمت إعادة 5.2 مليون عامل أجنبي وأسير حرب إلى الاتحاد السوفيتي، 1.6 مليون إلى بولندا، 1.5 مليون إلى فرنسا، و 900000 إلى إيطاليا، إلى جانب من 300000 إلى 400000 لكل من يوغوسلافيا وتشيكوسلوفاكيا وهولندا والمجر وبلجيكا.

## العمال بالسخرة

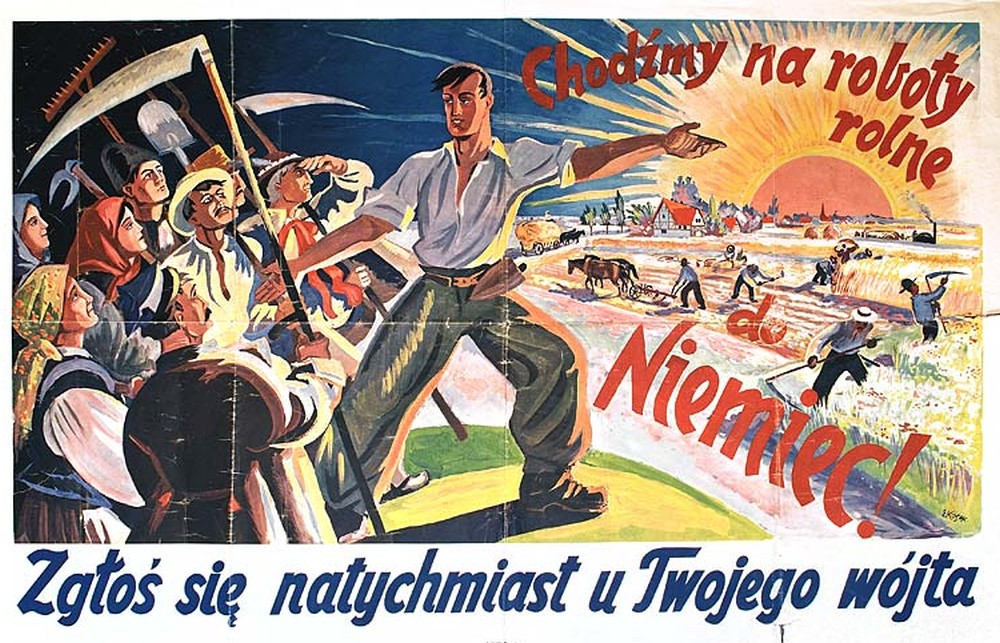
ملصق تجنيد باللغة الألمانية البولندية: "دعونا نعمل في المزرعة في ألمانيا!" انظر فوخد الخاص بك في وقت واحد. "

أكدت سياسة هتلر في ليبينسراوم بقوة على غزو الأراضي الجديدة في الشرق، والمعروفة باسم جنرالبلان أوست، واستغلال هذه الأراضي لتوفير السلع الرخيصة والعمالة لألمانيا. حتى قبل الحرب، حافظت ألمانيا النازية على إمدادات من العبيد. بدأت هذه الممارسة منذ الأيام الأولى لمعسكرات العمل لـ «عناصر غير موثوقة» ( (بالألمانية: unzuverlässige Elemente)‏، مثل المشردين والمثليين جنسياً والمجرمين والمعارضين السياسيين والشيوعيين واليهود وأي شخص يريد النظام الخلاص منه. خلال الحرب العالمية الثانية، أدار النازيون عدة فئات في معسكرات العمل ( أربياتسلاغر ) لفئات مختلفة من النزلاء. كان السجناء في معسكرات العمل النازية يعملون حتى الموت على حصص إعاشة قليلة وفي ظروف سيئة، أو يتم قتلهم إذا عجزوا عن العمل. مات الكثيرون كنتيجة مباشرة للعمل القسري في عهد النازيين. 
بعد غزو بولندا، تعرض اليهود البولنديون الذين تجاوزوا 12 عامًا والبولنديون الذين تجاوزوا 12 عامًا والذين يعيشون في الحكومة العامة للعمل القسري. المؤرخ يان غروس يقدر أن «ما لا يزيد عن 15 في المائة» من العمال البولنديين تطوعوا للعمل في ألمانيا. في عام 1942، تعرض جميع غير الألمان الذين يعيشون في الحكومة العامة للعمل بالسخرة.

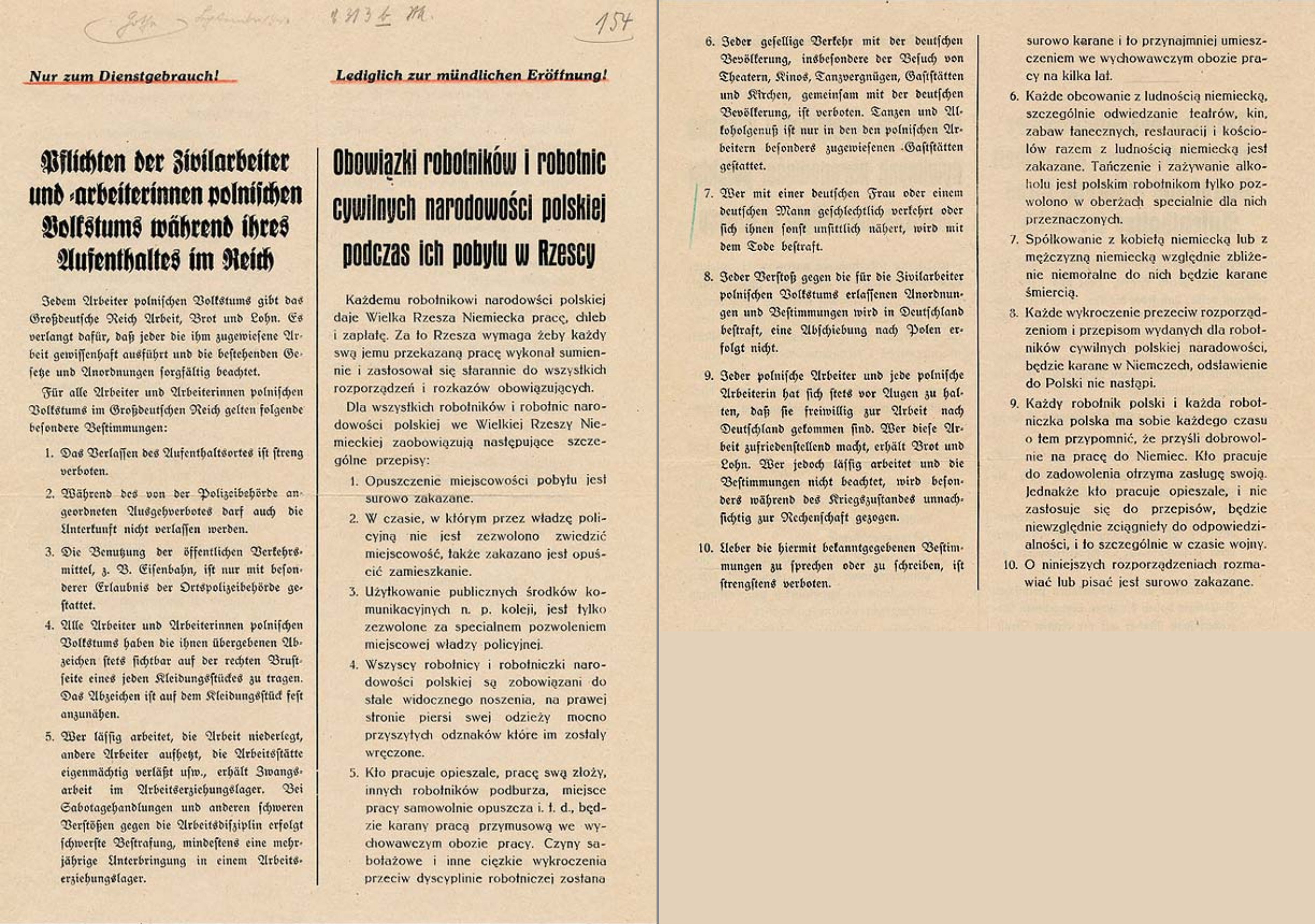
"التزامات العامل أثناء إقامته في ألمانيا" (بالألمانية والبولندية)

احتُجز أكبر عدد من معسكرات العمل المدنيين قسراً في البلدان المحتلة (انظر ankaapanka ) لتوفير العمالة في صناعة الحرب الألمانية أو إصلاح السكك الحديدية والجسور التي تم قصفها أو العمل في المزارع. مع تقدم الحرب، زاد استخدام العبيد بشكل كبير. تم جلب أسرى الحرب والمدنيين «غير المرغوب فيهم» من الأراضي المحتلة. تم استخدام الملايين من اليهود والسلاف وغيرهم من الشعوب التي تم فتحها كعمال رقيق من قبل الشركات الألمانية، مثل Thyssen وكروب وإي غه فاربن وبوش ودايملر-بنز و Demag وهينشيل ويونكرز وماسرشميت وسيمنز وحتى فولكس فاجن،  ناهيك عن الشركات الأجنبية في ألمانيا، مثل فورد ألمانيا (إحدى الشركات التابعة لشركة شركة فورد) وأوبل (وهي شركة تابعة لشركة جنرال موتورز) وغيرها.  وبمجرد بدء الحرب تم ضبط الشركات الأجنبية وتأميمها من قبل الدولة الألمانية التي تسيطر عليها النازية، وتدهورت ظروف العمل هناك واصبحت مثل الموجودة في جميع أنحاء الصناعة الألمانية. حوالي 12 مليون عامل قسري، معظمهم من أوروبا الشرقية، كانوا يعملون في الاقتصاد الحربي الألماني داخل ألمانيا النازية طوال الحرب. نمت الحاجة الألمانية للسخرة إلى درجة أنه حتى الأطفال تم اختطافهم للعمل في عملية تسمى هوي أكتسيون. استفادت أكثر من 2000 شركة ألمانية من العبيد خلال الحقبة النازية، بما في ذلك دويتشه بنك وسيمنز.

### أعداد
في أواخر صيف عام 1944، سجلت السجلات الألمانية 7.6 مليون عامل مدني أجنبي وأسير حرب في الأراضي الألمانية، تم جلب معظمهم هناك بالإكراه. بحلول عام 1944، شكلت العمالة من العبيد ربع القوى العاملة في ألمانيا بأكملها، وكانت غالبية المصانع الألمانية تضم مجموعة من السجناء.   كان لدى النازيين أيضًا خطط لترحيل واستعباد 50٪ من السكان البالغين في بريطانيا في حالة حدوث غزو ناجح.

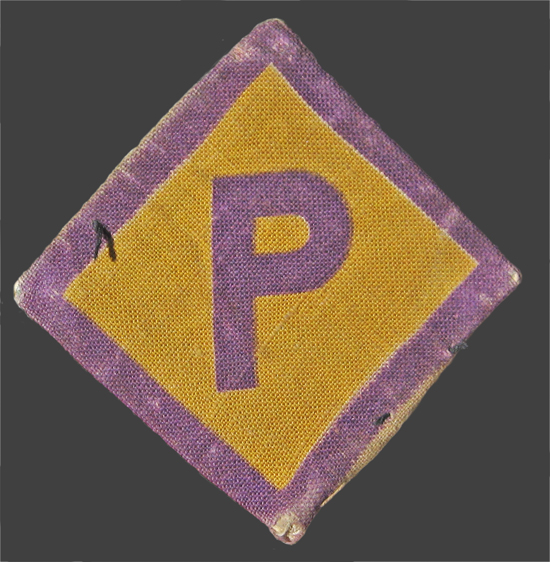
شارة "عامل مدني" للعمال البولنديين

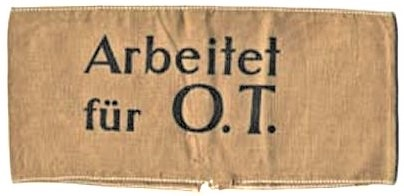
شارة تودت

## منظمة تودت
كانت منظمة تودت مجموعة هندسة مدنية وعسكرية في العهد النازي في ألمانيا النازية، سميت باسم مؤسسها فريتز تودت، مهندس وكبير الشخصيات النازية. كانت المنظمة مسؤولة عن مجموعة كبيرة من المشاريع الهندسية في ألمانيا ما قبل الحرب العالمية الثانية، وفي كل أوروبا المحتلة من فرنسا إلى روسيا. أصبح تود سيئة السمعة لاستخدامها السخرة. تم تعيين معظم ما يسمى «المتطوعين» العمال الأسرى السوفيت في منظمة تودت. أنقسم تاريخ المنظمة إلى ثلاث مراحل رئيسية.

## الإبادة من خلال العمل

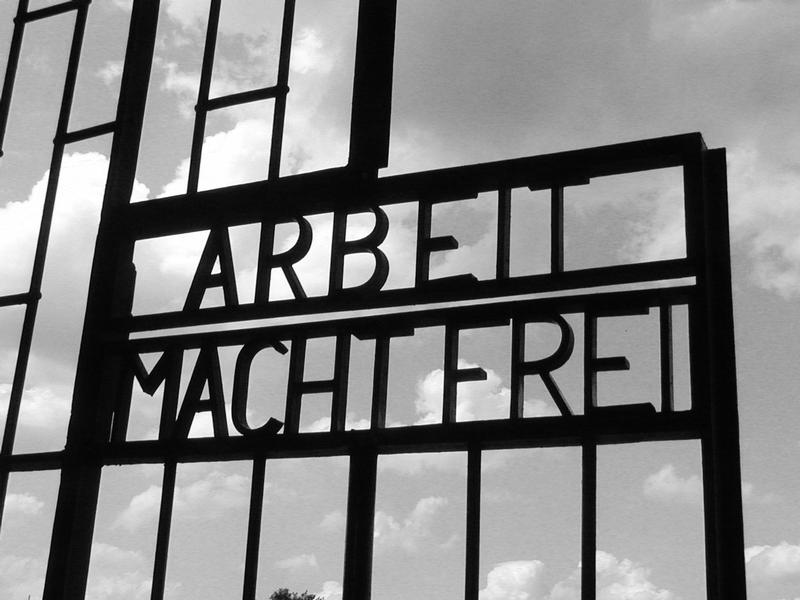
بوابة Arbeit Macht Frei («العمل سيحررك») في KZ Sachsenhausen

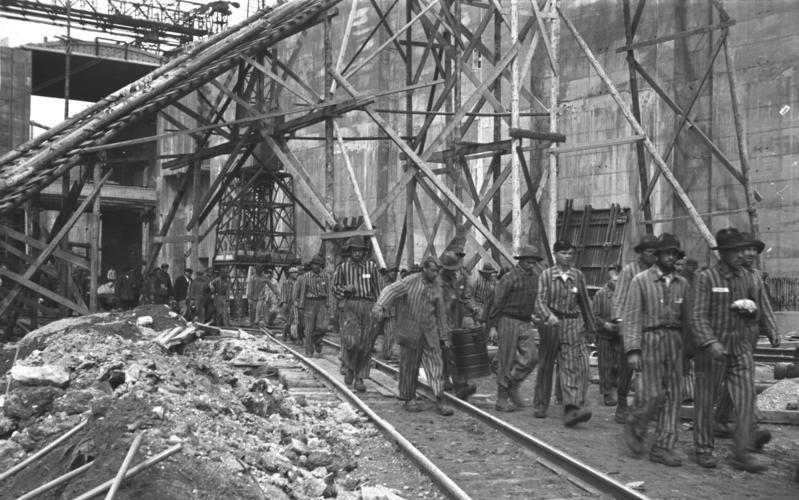
معسكرات الاعتقال القسري في حوض غواصات يو-بوت في بريمن، 1944

عمل ملايين اليهود مجبرين في الأحياء اليهودية، قبل أن يتم شحنهم إلى معسكرات الإبادة. كان النازيون يديرون أيضًا معسكرات الاعتقال، التي يوفر بعضها العمل القسري مجانًا في الوظائف الصناعية وغيرها، بينما كان البعض الآخر موجودًا بالكامل لإبادة نزلاءه. لتضليل الضحايا، عند مداخل عدد من المعسكرات، تم وضع لافتة تقول «العمل يحررك»، لتشجيع الانطباع الخاطئ بأنه من خلال التعاون سوف يتم الإفراج عنك. ومن الأمثلة البارزة على معسكرات العمل - مجمع معسكر العمل في ميتلباو - دورا الذي خدم في إنتاج صاروخ في-2. كان الإبادة من خلال العمل مبدأً من مبادئ النازية الألمانية في الحرب العالمية الثانية التي تنظم أهداف ومقاصد معظم معسكرات العمل والاعتقال.  وطالبت القاعدة بإجبار نزلاء معسكرات الحرب العالمية الثانية الألمانية على العمل في صناعة الحرب الألمانية من خلال توفير الأدوات الأساسية وحصص الإعاشة الغذائية المحدودة حتى يتم استنزافهم تمامًا.

## الجدل حول التعويض
لتسهيل الاقتصاد بعد الحرب، تم استبعاد فئات معينة من ضحايا النازية من قبل الحكومة الألمانية. تلك هي الجماعات التي لديها أقل قدر من الضغط السياسي الذي كان يمكن أن تتحمله، والعديد من عمال السخرة من أوروبا الشرقية يندرجون في هذه الفئة. هناك القليل من المبادرات من جانب الحكومة الألمانية أو الأعمال التجارية لتعويض العمال القسريين في فترة الحرب. 
 

كما جاء في اتفاقية ديون لندن لعام 1953 : 
 حتى هذا التاريخ، هناك حجج مفادها أن مثل هذه التسوية لم يتم تنفيذها بشكل كامل وأن التنمية في ألمانيا بعد الحرب كانت مدعومة إلى حد كبير، في حين توقفت تنمية البلدان الضحية. 
بلغ العدد الإجمالي للعمال القسريين تحت الحكم النازي الذين لا يزالون على قيد الحياة حتى أغسطس 1999 2.3 مليون.  تم تأسيس برنامج تعويض العمالة الألمانية القسري في عام 2000؛ صندوق السخرة دفع أكثر من 4.37 مليار يورو لتعويض 1.7   مليون من الضحايا الذين عاشو في ذلك الوقت في جميع أنحاء العالم (مدفوعات لمرة واحدة تتراوح بين 2500 و7500)  يورو. صرحت المستشارة الألمانية أنجيلا ميركل في عام 2007 أن «العديد من عمال السخرة السابقين حصلوا أخيرًا على المساعدات الإنسانية الموعودة»؛ اعترفت أيضا أنه قبل إنشاء الصندوق، لم يذهب أي شيء مباشرة إلى المتضررين.  صرح الرئيس الألماني هورست كوهلر
كانت مبادرة بحاجة إليها طوال الرحلة إلى السلام والمصالحة. على الأقل، بهذه المدفوعات الرمزية، تم الاعتراف بمعاناة الضحايا علناً بعد عقود من النسيان. 

### قوائم الشركات الألمانية التي استغلت الرقيق
- قائمة بالشركات الألمانية الخاصة التي استغلت عمالة الرقيق في معسكرات الاعتقال التابعة لشركة Natzweiler-Struthof